# João Bergese
João Bergese (eigentlich Giovanni Bergese; * 13. September 1935 in Savigliano, Piemont, Italien; † 21. März 1996) war ein italienischer Geistlicher und römisch-katholischer Erzbischof von Pouso Alegre in Brasilien.

## Leben
João Bergese empfing am 1. Dezember 1963 das Sakrament der Priesterweihe für das brasilianische Erzbistum Ribeirão Preto.
Papst Johannes Paul II. ernannte ihn am 11. Februar 1981 zum ersten Bischof des zwei Wochen zuvor errichteten Bistums Guarulhos. Der Apostolische Nuntius, Erzbischof Carmine Rocco, spendete ihm am 5. April desselben Jahres die Bischofsweihe. Mitkonsekratoren waren Emílio Pignoli, Bischof von Mogi das Cruzes, und Angélico Sândalo Bernardino, Weihbischof in São Paulo.
Am 5. Mai 1991 wurde er zum Erzbischof von Pouso Alegre ernannt. Die Amtseinführung fand am 22. Juni desselben Jahres statt.